# Абдель-Халим, Азиза
Азиза Абдель-Халим — египетско-австралийская учёная, педагог и основатель Национальной сети мусульманских женщин Австралии (MWNNA).

## Ранняя жизнь и образование
Абдель-Халим родилась в Египте и выросла в Александрии во время Второй мировой войны. Абдель-Халим была вовлечена в политические дела, такие как марш за независимость Египта от колониальной Великобритании, вступление в Партию молодого Египта и поддержка независимой Палестины. Дядя Азизы Абдель-Халим был арестован за критику политики президента Гамаля Абдель Насера и получил физическую и психологическую травму, находясь в тюрьме.
Абдель-Халим эмигрировала в Австралию в 1970 году с мужем и двумя детьми. В 1973 году Абдель-Халим начала носить хиджаб в знак солидарности с другими мусульманскими женщинами и потому, что она хотела заявить: «Я мусульманка. Если вы хотите узнать об исламе, спросите меня».

## Карьера
В Австралии Абдель-Халим и ее муж преподавали английский, арабский, английский как второй язык и мусульманские писания. Она была одним из основателей Египетского исламского общества и его первым вице-президентом. Абдель-Халим и ее муж организовывали мероприятия и проекты для поддержки и расширения прав и возможностей мусульманских женщин и представления их взглядов средствам массовой информации и правительственным организациям, создавая Национальную сеть мусульманских женщин Австралии, где Абдель-Халим была президентом в течение многих лет и в настоящее время указана в качестве советника.
Абдель-Халим пишет об аспектах ислама и роли женщин. В 1977 году она написала главу в книге «Избавь нас от Евы», в которой обсуждалась роль женщин в различных религиях.
Абдель-Халим участвовала в кампаниях по спасению мультикультурного телеканала SBS, по изменению официальных форм, чтобы использовать термин «имя», а не «христианское имя», и позволить женщинам носить хиджаб для фотографий с водительскими правами.
Абдель-Халим была членом группы мусульманского сообщества Джона Говарда, где она возглавляла подгруппу мусульманских женщин, чтобы консультировать правительство по вопросам, касающимся мусульман. «The Australian» описывал её как «самую выдающуюся мусульманскую женщину-лидера Австралии». Кроме того, она занимала должности председателя Женского движения Юго-Восточной Азии и Тихого океана, вице-президента Регионального исламского совета дава Юго-Восточной Азии и Тихого океана (RISEAP) и члена правления Совета австралийско-арабских отношений.
Абдель-Халим написала «Знаете ли вы: опровержение интерпретаций положения женщин в исламе и взаимодействия мусульман с немусульманами», опубликованный в 2008 году Национальной сетью мусульманских женщин Австралии и финансируемый Департаментом иммиграции и гражданства в рамках «Национального плана действий по укреплению социальной сплоченности, гармонии и безопасности». Книга направлена на устранение «неправильного толкования и неправильного применения ислама, поскольку он влияет на роль, положение и права мусульманских австралийских женщин». Она была распространена по всей Австралии через школы, университеты, публичные библиотеки, информационные центры для мигрантов, правительственные ведомства, политиков. Книга была выпущена в июле 2008 года Лори Фергюсоном, парламентским секретарем по мультикультурным вопросам и службам поселений.

## Награды и награды
В 1989 году Абдель-Халим была награждена Орденом Австралии в знак признания ее заслуг перед мусульманским сообществом, особенно женщинами.
В 2008 году Абдель-Халим была удостоена награды «Австралийских мусульман за заслуги перед обществом» за более чем 25 лет выдающихся достижений в общественной/профессиональной деятельности.